# Алдо Задрима
Алдо Задрима (15. јануар 1948) је албански шахиста. У јулу 1994. године Задрима је освојио шаховски шампионат Албаније и постао национални шампион.